# Леви (син Јаковов)
Леви (хебр. לוי‎ ) је трећи син Јакова (Израел) од његове жене Лије, родоначелника једног од племена Израела – Левита и Коена.

## Порекло имена
Име Леви потиче од хебрејског хебр. ילוה‏‎ - „штап“. Према (Пост. 29:34) када се Леви родио, његова мајка Лија је рекла: "Сада ће се мој муж прилепити уз мене, јер сам му родила три сина."
Име Леви помиње се и у Новом завету. Ово је друго име апостола Матеја. Такође се помиње у родослову Исуса Христа (Лука 3:24, 29).

## Биографија
Левије је имао три сина: Гирсона, Коафа и Мерарија, који су били преци три рода левита, и ћерку Јохаведу. Јохаведа, поставши жена Амрама, сина Коафовог, родила је: Арона, Мојсија и Мирјам: „Амрам је узео Јохаведу, своју тетку, за своју жену, и она му је родила Арона и Мојсија [ и Миријам, њихова сестра] . А година Амрамовог живота беше сто тридесет и седам.“ (Изл. 6:20).
Према апокрифима, Левијева жена се звала Милка, ћерка Харана.
Леви је умро у 137. години.
Левити и Коени
Потомци Левијевог племена су Левити, а потомци Арона (Левијевог праунука) по мушкој линији су Коени (Кахани). Од левита и коена бирани су служитељи у храму - Табернакул, а касније - у јерусалимском храму.